# Mitteilungen des Vereins für Anhaltische Landeskunde
Die Mitteilungen des Vereins für Anhaltische Landeskunde (abgekürzt MVAL) sind eine Zeitschrift zur Geschichte des historischen Territoriums des Freistaates bzw. Landes Anhalt. Sie werden seit 1993 vom Verein für Anhaltische Landeskunde als wissenschaftliches Publikationsorgan herausgegeben und erscheinen einmal jährlich. Unregelmäßig gibt der Verein als Beilageheft die „Bibliographie zur Geschichte Anhalts“ heraus. In ebenfalls unregelmäßigen Abständen erscheinen zu besonderen Themen bzw. Anlässen Sonderbände.
Die Zeitschrift gliedert sich in Aufsätze, Rezensionen, Annotationen, Miszellen sowie Beiträge zum Vereinsleben. Verantwortlich für den Inhalt ist ein gewähltes Redaktionskollegium von sieben Mitgliedern einschließlich des Vorsitzenden. In diesem Redaktionskollegium sollen alle früheren Landesteile: Bernburg und Anhaltischer Harz, Köthen, Dessau, Zerbst und die wichtigsten Fachgremien vertreten sein.